# Будинок війта

План першого поверху будинку війта (вгорі)

Будинок війта — пам’ятка архітектури часів Сумського слобідського козацького полку, одна з найстарших будівель Сум. Розташований вглибині садиби по вул. Воскресенській, 11 на північному краю Козацького Валу. Збудований наприкінці XVII ст. До нашого часу залишився лише цоколь, на якому збудовано інший будинок. Первинний вигляд будови невідомий. Для кам’яниці характерні потужні стіни і склепіння. Це говорить про оборонний характер споруди. За переказами, тут розміщувалася ставка Петра I восени 1709 р., де ним був написаний маніфест до українського народу «Про злодіяння зрадника гетьмана Івана Мазепи на шкоду Росії».